# Борисов, Трофим Кузьмич
Трофи́м (Трокай) Кузьми́ч Бори́сов (19 ноября 1891 или 1891, Алнашский район, Удмуртская АССР — 4 июня 1943 или 1943, Чимкент) — советский государственный и политический деятель, врач, публицист, филолог, этнограф. Один из основоположников удмуртской государственности.

## Биография
Родился 19 ноября 1891 года в многодетной семье Кузьмы Карповича и Меланьи Фёдоровны Борисовых в деревне Вотское Кизеково Елабужского уезда Вятской губернии (ныне — Кизекгурт Алнашского района).
Учился в Кучеряновской трёхлетней школе, которую окончил в 1903 году с похвальной грамотой, затем в двухклассном училище в селе Алнаши, в Елабужском городском и Казанском техническом училище, которое закончил экстерном за 2 года. В 1912—13 годах учился на историко-филологическом факультете Петербургского университета, в 1914—16 годах — на медицинском факультете Казанского университета. После получения диплома врача весной 1916 года стал первым удмуртом, получившим высшее медицинское образование. Во время каникул посещал удмуртские деревни и собирал материал для филологических исследований.
В 1916 году был мобилизован на Минский фронт в качестве врача эвакопункта и полевого госпиталя. На фронте в июне 1917 года вступил в партию большевиков. Принимал активное участие в организации советской власти на Смоленщине. Избирался членом полкового комитета РСДРП(б) и депутатом Смоленского горсовета рабочих и солдатских депутатов. В 1917—1918 годах принимал участие в боях на Украине под командованием В. А. Антонова-Овсеенко в качестве старшего врача полка.
В мае 1918 года отправился в Елабугу, где организовал проведение 26—28 июня первого всероссийского съезда удмуртов. В этом же году Борисов был избран председателем Совета рабочих, крестьянских и солдатских депутатов и утверждён редактором газеты «Гудыри» («Гром»). Во время Гражданской войны в 1818—19 годах в Елабуге под руководством Борисова был создан ревком и партизанский отряд, принимавший участие в боях с белочехами.
В 1919 году Борисов стал одним из организаторов Всеудмуртского рабоче-крестьянского съезда в Сарапуле, где был избран комиссаром центрального комиссариата по делам удмуртов. С октября 1919 года был заместителем комиссара, в декабре 1919 года переехал в Сарапул. С января 1921 года занимал должность заведующим областным отделом народного образования.
В июне 1920 года Борисов был организатором 1-й Всероссийской конференция коммунистов-вотяков, на которой было принято решение об организации Вотской автономной области. Для реализации этого решения Трокай добился встречи с Владимиром Лениным, и 4 ноября 1920 года декретом ВЦИК автономия была учреждена.
В 1921 году совместно с К. Гердом создал литературную студию при газете «Гудыри» и возглавил подготовку 1-го съезда удмуртских писателей. Также Борисов был инициатором создания Всеудмуртской ассоциации революционных писателей (ВУАРП) и журнала «Кенеш».
В июне 1922 года Борисов был обвинён в сепаратизме, освобождён от должности и назначен заведующим областным земельным управлением. В марте 1923 года на 5-й областной конференции РКП(б) был исключён из партии и снят со всех должностей. В 1923—25 годах работал в должности первого секретаря Калмыцкого ОК РКП(б). В 1925 году был отозван в Удмуртию и 11 августа 1925 года был избран председателем исполкома Вотской автономной области.
В январе 1928 года Верховным судом РСФСР приговорён к 5 годам лишения свободы. Наказание отбывал в Усть-Сысольске, но через 8 месяцев судимость была снята. После повторного обучения в Москве и Казани уехал в Новокузнецк на комсомольскую стройку в качестве врача. По указанию Народного комиссариата здравоохранения Борисов был направлен в Коми автономную область.
В 1929—32 годах работал заведующим облздравотделом. В 1932 году поступил в аспирантуру института им. Броннера в Москве. В 1932 году был издан составленный Борисовым один из самых полных словарь удмуртского языка, содержавший 15 000 слов.

## Репрессии
14 января 1933 года был арестован и в июне 1933 года осуждён по делу «СОФИН». Отбывал наказание в Дальлаге, с 1936 года — в Алма-Ате, с 1938 года — в Кустанае. В 1940 году вновь был осуждён, получил условный срок. 26 марта 1942 года вновь был осуждён и приговорён к 8 годам заключения. Отбывал наказание на Малгобекском свинцовом руднике. Умер в Кентауском лагере НКВД (по другим данным — в Актюбинском лагере) 4 июня 1943 года.
Посмертно реабилитирован по всем судимостям постановлением Пленума Верховного суда СССР от 20 сентября 1989 года.

## Память
- 5 октября 2012 года в Ижевске на улице Коммунаров установлен памятник Трокаю Борисову[15][3].